# Kloster Sanctus Angelus in Petra
Das Kloster Sanctus Angelus in Petra war von 1214 bis 1261 eine Zisterzienserabtei im Lateinischen Kaiserreich, heute in der Türkei. Es lag in Konstantinopel.

## Geschichte
Das Kloster wurde in der Zeit des Lateinischen Kaiserreichs 1214 auf Wunsch des Kaisers Heinrich von Flandern vom Kloster Hautecombe in Savoyen aus gegründet und gehörte damit der Filiation der Primarabtei Clairvaux an. Von Petra ging 1225 die Gründung des Tochterklosters Sanctus Angelus in Rufiniano (Rufiniane) in Chalkedon (heute Kadiköy) aus. Es fand mit dem Lateinischen Kaiserreich im Jahr 1261 sein Ende.
Der Abt von Sanctus Angelus in Petra war mit der Aufsicht über das Zisterzienserinnenkloster St. Maria von Percheio in Konstantinopel betraut.

## Bauten und Anlage
Informationen, auch über die genaue Lage, sind nicht verfügbar.